# Trophée Luigi Berlusconi
Pour des articles plus généraux, voir Associazione Calcio Milan, Juventus Football Club et Silvio Berlusconi.
Le trophée Luigi-Berlusconi (en italien : Trofeo Luigi Berlusconi) est un match amical de football, créé en 1991 et se déroulant au mois d'août.
Créé par le président du Milan AC Silvio Berlusconi en mémoire de son défunt père Luigi, il se dispute au Stade San Siro de Milan.
La première édition, en 1991, voit la Juventus s'imposer. Entre 1992 et 1994, ce sont successivement l'Inter Milan, le Real Madrid, et le Bayern de Munich qui ont affronté le Milan AC ; de 1995 à 2012, il se dispute sous forme d'un match amical entre le Milan AC et la Juventus à San Siro. En 2014, le Milan AC bat le club argentin de San Lorenzo sur le score de 2-0.

## Palmarès
| Année | Date            | Vainqueur                                                   | Score | Finaliste                                     | TAB¹  |
| ----- | --------------- | ----------------------------------------------------------- | ----- | --------------------------------------------- | ----- |
| 1991  | 23 août 1991    | Juventus · Casiraghi 18e 30e                                | 2 - 1 | Milan AC · Maldini 23e                        |       |
| 1992  | 22 août 1992    | Milan AC · Papin 4e                                         | 1 - 0 | Inter Milan                                   |       |
| 1993  | 17 août 1993    | Milan AC · Simone 20e Papin 23e Boban 39e                   | 3 - 2 | Real Madrid · Míchel 42e Zamorano 55e (pen.)  |       |
| 1994  | 17 août 1994    | Milan AC · Gullit 67e                                       | 1 - 0 | Bayern Munich                                 |       |
| 1995  | 18 août 1995    | Juventus                                                    | 0 - 0 | Milan AC                                      | 6 - 5 |
| 1996  | 21 août 1996    | Milan AC · Eranio 83e                                       | 1 - 0 | Juventus                                      |       |
| 1997  | 19 août 1997    | Milan AC · André Cruz 54e Kluivert 60e Weah 62e             | 3 - 1 | Juventus · Conte 31e                          |       |
| 1998  | 25 août 1998    | Juventus · Filippo Inzaghi 66e 85e                          | 2 - 1 | Milan AC · Bierhoff 31e                       |       |
| 1999  | 17 août 1999    | Juventus · Del Piero 26e                                    | 1 - 0 | Milan AC                                      |       |
| 2000  | 27 août 2000    | Juventus · Trezeguet 24e Filippo Inzaghi 65e                | 2 - 2 | Milan AC · José Mari 2e Shevchenko 35e (pen.) | 7 - 6 |
| 2001  | 18 août 2001    | Juventus · Del Piero 5e                                     | 1 - 1 | Milan AC · Serginho 85e (pen.)                | 4 - 3 |
| 2002  | 18 août 2002    | Milan AC                                                    | 0 - 0 | Juventus                                      | 3 - 1 |
| 2003  | 17 août 2003    | Juventus · Del Piero 40e Camoranesi 45e                     | 2 - 0 | Milan AC                                      |       |
| 2004  | 28 août 2004    | Juventus · Rubén Olivera 46e                                | 1 - 0 | Milan AC                                      |       |
| 2005  | 14 août 2005    | Milan AC · Kaká 52e Serginho 76e                            | 2 - 1 | Juventus · Vieira 20e                         |       |
| 2006  | 6 janvier 2007  | Milan AC · Filippo Inzaghi 29e Seedorf 68e Aubameyang 86e   | 3 - 2 | Juventus · Nedved 40e Del Piero 67e           |       |
| 2007  | 17 août 2007    | Milan AC · Filippo Inzaghi 43e 47e                          | 2 - 0 | Juventus                                      |       |
| 2008  | 17 août 2008    | Milan AC · Jankulovski 21e Ambrosini 25e 78e F. Inzaghi 52e | 4 - 1 | Juventus · Pasquato 70e                       |       |
| 2009  | 17 août 2009    | Milan AC · Pato 69e                                         | 1 - 1 | Juventus · Diego 29e                          | 5 - 4 |
| 2010  | 22 août 2010    | Juventus                                                    | 0 - 0 | Milan AC                                      | 5 - 4 |
| 2011  | 21 août 2011    | Milan AC · Boateng 9e Seedorf 23e                           | 2 - 1 | Juventus · Vučinić 57e                        |       |
| 2012  | 20 août 2012    | Juventus · Marchisio 12e Vidal 42e Matri 64e                | 3 - 2 | Milan AC · Robinho 9e 77e                     |       |
| 2014  | 6 novembre 2014 | Milan AC · Pazzini 30e Bonaventura 85e                      | 2 - 0 | San Lorenzo                                   |       |

## Bilan

### Victoires
- 13 : Milan AC : 1992, 1993, 1994, 1996, 1997, 2002, 2005, 2006, 2007, 2008, 2009, 2011 et 2014.

- 10 : Juventus : 1991, 1995, 1998, 1999, 2000, 2001, 2003, 2004, 2010,2012

#### Record de victoires consécutives
- 5 : Milan AC : 2005, 2006, 2007, 2008, 2009

- 4 : Juventus : 1998, 1999, 2000, 2001

### Buts

#### Par joueur
| 7 buts - Filippo Inzaghi (Milan AC) 4 buts - Alessandro Del Piero (Juventus) |  | 2 buts - Massimo Ambrosini (Milan AC) - Pierluigi Casiraghi (Juventus) - Jean-Pierre Papin (Milan AC) - Serginho (Milan AC) - Clarence Seedorf (Milan AC) - Robinho (Milan AC) |  | 1 but - Willy Aubameyang (Milan AC) - Oliver Bierhoff (Milan AC) - Zvonimir Boban (Milan AC) - Mauro Germán Camoranesi (Juventus) - Antonio Conte (Juventus) - André Cruz (Milan AC) - Diego (Juventus) - Stefano Eranio (Milan AC) - Ruud Gullit (Milan AC) - Marek Jankulovski (Milan AC) - José Mari (Milan AC) - Kaká (Milan AC) - Patrick Kluivert (Milan AC) - Paolo Maldini (Milan AC) - Míchel (Real Madrid) - Pavel Nedved (Juventus) - Rubén Olivera (Juventus) - Cristian Pasquato (Juventus) - Alexandre Pato (Milan AC*) - Kevin-Prince Boateng (Milan AC*) - Andriy Shevchenko (Milan AC) - Marco Simone (Milan AC) - David Trezeguet (Juventus) - Patrick Vieira (Juventus) - George Weah (Milan AC) - Iván Zamorano (Real Madrid) - Mirko Vučinić (Juventus) - Giampaolo Pazzini (AC Milan) - Giacomo Bonaventura (AC Milan) |

#### Par équipe
- Milan AC : 32
- Juventus : 21
- Real Madrid : 2
- Inter Milan : 0
- Bayern Munich : 0
- San Lorenzo : 0

### Participations
- Milan AC (club hôte) : 23
- Juventus : 19
- Inter Milan : 1
- Real Madrid : 1
- Bayern Munich : 1
- San Lorenzo : 1

### ConfrontationsMilan AC-Juventus
| Équipes  | Victoires | Nuls | Défaites |
| Milan AC | 7         | 2    | 5        |
| Juventus | 5         | 4    | 7        |

* Joueur toujours en activité

** Joueur toujours au club